# Дом народного училища (Нежин)
Дом народного училища или Дом окружного суда — памятник архитектуры и памятник истории местного значения в Нежине. Сейчас здесь размещается школа № 1.

## История
Решением Черниговского областного государственной администрации от 28.12.1998 № 856 присвоен статус памятник истории местного значения с охранным № 6947 под названием Дом Нежинского окружного суда, где работал выдающейся украинский историк А. М. Лазаревский (1834-1902 годы.).
Изначально был внесён в «список памятников архитектуры вновь выявленных» под названием Усадьба Пелепонова (Присутственные места, Окружной суд).
Приказом Министерства культуры и туризма от 21.12.2012 № 1566 присвоен статус памятник архитектуры местного значения с охранным № 10018-Чр под названием Дом народного училища.

## Описание
В 1789 году в доме было открыто «Нежинское народное училище» (с 1812 года — Нежинское уездное училище), где учился декабрист Н. О. Мозгалевский. В 1817 году (1816) училище переехало в дом № 13 Московской улицы, а на его месте возвели новый дом уездного суда — из-за которого получила название улица Судейская (современная Гребёнки).
Каменный, двухэтажный, П-образный в плане дом. Центральный вход акцентирован 6-колонным плоским (6 полуколонн) портиком, увенчанный треугольным фронтоном. Оконные проёмы обрамлены нишами.
Здесь в «Нежинском окружном суде» в период 1874-1879 годы на должности члена суда работал украинский историк Александр Матвеевич Лазаревский. Установлена мемориальная доска.
Кроме того на фасаде дома установлена мемориальная доска полковнику Армии УНР Ивану Константиновичу Дубовому.